# Гонтарь, Константин Александрович
Константин Александрович Гонтарь (19 февраля 1930 год, село Шиповатое, Великобурлукский район, Харьковская область) — боцман теплохода «Бабушкин» Черноморского государственного морского пароходства Министерства морского флота СССР, Одесская область. Герой Социалистического Труда (1973). Депутат Верховного Совета УССР 9 созыва.

## Биография
Родился 19 февраля 1930 в крестьянской семье в селе Шиповатое. В 1947 году окончил Севастопольскую школу юнг.
С 1947 по 1956 год — служба в Военно-морском флоте СССР на разных кораблях Черноморского и Балтийского флотов.
С 1956 года — матрос, старший матрос на кораблях «Пролетарск», «Черномор», «Металлург Аносов», «Жан Жорес», «Иркутск», «Красная Пресня» Черноморского морского пароходства.
В 1957 году вступил в КПСС.
С 1964 года — боцман на кораблях «Ставрополь», «Бабушкин» (с 1965 года), «Капитан Кадецкий» Черноморского морского пароходства.
В апреле 1972 года, будучи боцманом теплохода «Ставрополь», участвовал в доставке грузов в сражающийся с американцами Вьетнам. Около Хайфона корабль подвергся авиационной бомбардировке, артиллерийскому обстрелу с берега и блокировке минами, чтобы не было возможности выйти из залива. В общей сложности до августа 1972 года экипаж корабля выдержал 236 бомбёжек. Всё это время Константин Гонтарь обеспечивал живучесть судна. В 1973 году удостоен звания Героя Социалистического Труда «за успешное выполнение задания по доставке народнохозяйственных товаров для Демократической Республики Вьетнам и проявленные при этом мужество и героизм».
В 1976 году окончил Херсонское мореходное училище. Работал четвёртым, третьим, вторым помощником капитана на различных кораблях Черноморского морского пароходства.
Избирался депутатом Верховного Совета УССР 9 созыва и делегатом XXII съезда КПСС.
После выхода на пенсию проживает в Одессе.

## Награды
- Герой Социалистического Труда — указом Президиума Верховного Совета от 30 мая 1973 года
- Орден Ленина
- Орден Трудового Красного Знамени
- Почётный работник морского флота СССР